# Typhlodromus kykladiticus
Typhlodromus kykladiticus är en spindeldjursart som beskrevs av Papadoulis och Emmanouel 1993. Typhlodromus kykladiticus ingår i släktet Typhlodromus och familjen Phytoseiidae. Inga underarter finns listade i Catalogue of Life.